# Джеймс Томсон (математик)
Джеймс Томсон (ірл. James Thomson; 13 листопада 1786 — 12 січня 1849) — ірландський математик та географ, відомий своєю роллю в становленні школи термодинаміки в Університеті Глазго та батьком інженера і фізика Джеймса Томсона і лорда Кельвіна.

## Біографія
Народився 13 листопада 1786 року в графстві Даун, Ірландське королівство він був четвертим сином Джеймса Томсона, дрібного фермера, що жив в Аннагморі, поблизу Баллінахінча, графство Даун (пізніше будинок став називатися Спамаунт), в Ольстері, від його дружини Агнес Несбіт. Свою ранню освіту він отримав від батька. У віці одинадцяти-дванадцяти років він відкрив для себе мистецтво набору номера. Батько віддав його в школу в Баллікіні, неподалік від Баллінахінча, яку містив Семюел Едгар, батько Джона Едгара. Тут Томсон незабаром виріс до помічника.
Бажаючи стати священиком пресвітеріанської церкви, він у 1810 році вступив до Університету Глазго, де навчався протягом декількох сесій, підтримуючи себе викладанням у Баллікінській школі протягом літа. У 1812 році він отримав ступінь магістра, а в 1814 році був призначений директором школи арифметики, бухгалтерського обліку та географії в нещодавно створеному академічному інституті в Белфасті; а в 1815 році він був професором математики в її колегіальному відділенні. Тут він проявив себе як учитель. Він обіймав цю посаду до своєї смерті 12 січня 1849 року.
Він похований разом зі своєю сім'єю на північному схилі некрополя Глазго на схід від головного входу на міст. Могила примітна тим, що поруч з нею знаходиться сучасний пам'ятник Лорду Кельвіну.

## Сім'я і діти
У 1817 році Томсон одружився з Маргарет Гардінер (пом. 1830), старшою дочкою Вільяма Гардінера з Глазго. У них було чотири сини і три дочки, включаючи Джеймса (1822-1892) і Вільяма, згодом лорда Кельвіна (1824-1907), двох старших синів.